# Station Sulur
Sulur is een spoorwegstation in de Indonesische provincie Midden-Java.

## Bestemmingen
- Kertajaya: naar Station Surabaya Pasarturi en Station Jakarta Pasar Senen
- Feeder Bojonegoro: naar Station Semarang Poncol en Station Bojonegoro
- Blora Jaya Ekspres: naar Station Cepu en Station Semarang Poncol